# Peggy Lipton
Peggy Lipton, nome artístico de Margaret Ann Lipton (Nova Iorque, 30 de agosto de 1946 - Los Angeles, 11 de maio de 2019), foi uma atriz, cantora e modelo estadunidense. Ela é mais conhecida por ter interpretado Norma Jennings em Twin Peaks, a garçonete e proprietária do Double R Diner. Também por ter protagonizado a série de drama policial The Mod Squad como a garota hippie Julie Barnes.
Foi casada com Quincy Jones por vários anos. É mãe das atrizes Kidada Jones e Rashida Jones.

## Início da vida e carreira
Nascida em Nova Iorque no dia 30 de agosto de 1946, Peggy Lipton foi criada em uma família judaica de classe média alta. Seus pais eram Harold Lipton, um advogado corporativo, e Rita Benson, uma artista. Seus avós paternos eram judeus russos, e sua mãe nasceu em Dublin, Irlanda, de pais judeus que migraram da Europa Oriental. Peggy foi criada em Long Island com seus irmãos, o também ator Robert Lipton, e Kenneth. Ela frequentou a Lawrence Junior High School e a  Professional Children's School.
Abusada sexualmente por um tio, Peggy era nervosa, uma criança retraída. Ela teve uma gagueira que às vezes impedia de dizer seu próprio nome. Em 1964 a família mudou-se para Los Angeles; Peggy se tornou lá o que ela descreveu como uma "Topanga Canyon hippie", explorando a meditação e ioga, e subsistindo com bolos de arroz e queijo cottage.
Seu pai arranjou seus primeiros trabalhos como modelo em Nova Iorque, enquanto sua mãe a incentivou a ter aulas de atuação. Aos 15 anos ela se tornou uma modelo da Ford Models e desfrutou de uma bem-sucedida carreira cedo.
Depois que se mudou com sua família para Los Angeles em 1964, assinou um contrato com a Universal Studios e fez aparições nas populares séries de televisão Bewitched, Mr. Novak, The Alfred Hitchcock Hour, e The John Forsythe Show. Teve aparições em outras séries até 1968, ano em que foi escalada para interpretar Julie Barnes, uma bela hippie de um lar problemático que estava à beira de uma vida de crime antes de ser recrutada como uma policial disfarçada, na série dramática The Mod Squad. Criança abandonada e vulnerável com seu cabelo longo liso, como David Hutchings (People) escreveu, sua atuação como 'canário com uma asa quebrada' Julie Barnes lhe rendeu quatro indicações para o Emmy do Primetime de melhor atriz em série dramática e quatro indicações para o Globo de Ouro de melhor atriz em série dramática (um vencido em 1970). Magra com cabelo longo liso e loiro acinzentado, vestida com mini-saias, calças flare e acessórios love beads, sua personagem se tornou um ícone de moda hippie do seu tempo.

## Música
Peggy teve algum sucesso como cantora, com três de seus singles na Billboard charts: "Stoney End" (nº 121 na Bubbling Under Hot 100 de 1968, mais tarde um sucesso para Barbra Streisand em 1970) e "Lu" (1970), ambos escritos por Laura Nyro. Sua canção "Wear Your Love Like Heaven" (1970) foi escrita por Donovan. "Stoney End" está incluída em seu álbum de 1968 "Peggy Lipton" (Lou Adler / Ode Records), que foi lançado em CD em 29 de julho de 2014 pela empresa RealGone Music, juntamente com outros singles e material inédito (dezenove faixas no total). Peggy está listada como um dos co-autores do hit "LA Is My Lady" (1984) de Frank Sinatra.

## Casamento e família
Depois de se casar com Quincy Jones em 1974, um renomado músico e produtor, ela teve um hiato na carreira de atriz, com o objetivo de se concentrar em sua família (com uma notável exceção de aparecer no filme de TV The Return of the Mod Squad em 1979). Eles tiveram duas filhas, Kidada Jones (nascida em 22 de março de 1974) e Rashida Jones (nascida em 25 de fevereiro de 1976), que se tornaram atrizes. Eles se divorciaram em 1990.

## Retorno à carreira de atriz
Em 1988, Peggy voltou a atuar. Ela ganhou atenção por seu desempenho como Norma Jennings na cultuada série de televisão Twin Peaks (1990–1991). Ela já apareceu em vários outros programas de TV e filmes, incluindo papéis recorrentes 	em Popular, Alias e Crash.

## Vida pessoal
A carreira de modelo e fama instantânea na série The Mod Squad chamou a atenção de muitos homens famosos, incluindo Paul McCartney, Terence Stamp, seu irmão Chris, Keith Moon, e Elvis Presley. Durante o final dos anos 60 e início dos anos 70, ela teve relações com uma série de homens alcoólatras, abusivos e / ou casados. Durante este tempo, também usava drogas. Ela falou sobre tudo isso no livro Breathing Out (2005), co-escrito por David e Coco Dalton. Também revelou que foi diagnosticada com câncer colorretal em 2004 e tratada por isso. A partir de 2003, Jack Chartier, chefe de gabinete da corregedoria do estado de Nova Iorque, tranquilamente canalizou dinheiro de fundo de pensão de até US$ 90 000 a Peggy para ajudá-la com o aluguel e as contas do hospital. Outros US$ 44 000 em dinheiro de fundo de pensão foram investidos em um negócio por uma das filhas de Peggy.

## Morte
A atriz morreu em 11 de maio de 2019 em decorrência de um câncer.

## Filmografia
| Televisão | Televisão                              | Televisão             | Televisão                                                   |
| Ano       | Título                                 | Personagem            | Notas                                                       |
| --------- | -------------------------------------- | --------------------- | ----------------------------------------------------------- |
| 2014      | Psych                                  | Scarlett Jones        | Episódio 6, Temporada 8                                     |
| 2012      | House of Lies                          | Phoebe Van Der Hooven | Episódio 10, Temporada 1                                    |
| 2009      | Crash                                  | Susie                 | Episódios 6, 7, 8 e 13, Temporada 2                         |
| 2007      | Rules of Engagement                    | Fay                   | Episódio 9, Temporada 2                                     |
| 2005      | Cuts                                   | Marsha                | Episódio 10, Temporada 2                                    |
| 2004      | Alias                                  | Olivia Reed           | Episódios 17, 18 e 19, Temporada 3                          |
| 2000      | Popular                                | Kelly Foster          | Episódios 21 e 22, Temporada 1 Episódios 1 e 2, Temporada 2 |
| 1994      | Wings                                  | Miss Laurie Jenkins   | Episódio 8, Temporada 6                                     |
| 1993      | Angel Falls                            | Hadley Larson         | Elenco principal                                            |
| 1992      | Secrets                                | Olivia Owens          | Minissérie                                                  |
| 1990      | The Hitchhiker                         | Helen                 | Episódio 11, Temporada 6                                    |
| 1990–1991 | Twin Peaks                             | Norma Jennings        | Elenco principal                                            |
| 1968–1973 | The Mod Squad                          | Julie Barnes          | Elenco principal                                            |
| 1967      | The Invaders                           | Bride                 | Episódio 15, Temporada 1                                    |
| 1967      | The Road West                          | Jenny Grimmer         | Episódio 29                                                 |
| 1967      | The F.B.I.                             | Garota no Museu       | Episódio 24, Temporada 2                                    |
| 1967      | Bob Hope Presents the Chrysler Theatre | Jill                  | Episódio 18, Temporada 4                                    |
| 1967      | Disneyland                             | Oralee Prentiss       | Episódios 15 e 16, Temporada 13                             |
| 1966      | The Virginian                          | Dulcie Colby          | Episódio 26, Temporada 4                                    |
| 1965      | The John Forsythe Show                 | Joanna                | Episódio 9                                                  |
| 1965      | The Alfred Hitchcock Hour              | Mary Winters          | Episódio 28, Temporada 3                                    |
| 1965      | Mr. Novak                              | Selma                 | Episódio 29, Temporada 2                                    |
| 1965      | Bewitched                              | Secretária            | Episódio 20, Temporada 1                                    |

| Cinema | Cinema                                     | Cinema               | Cinema                                           |
| Ano    | Título                                     | Personagem           | Notas                                            |
| ------ | ------------------------------------------ | -------------------- | ------------------------------------------------ |
| 2017   | A Dog's Purpose                            | Hannah               | Hannah (adulta)                                  |
| 2014   | Twin Peaks: The Missing Pieces             | Norma Jennings       | Cenas deletadas de Twin Peaks: Fire Walk with Me |
| 2010   | When in Rome                               | Priscilla            |                                                  |
| 2001   | Jackpot                                    | Janice               |                                                  |
| 2000   | Skipped Parts                              | Laurabel Pierce      |                                                  |
| 2000   | The '70s                                   | Gloria Steinem       | Telefilme                                        |
| 2000   | The Intern                                 | Roxanne Rochet       |                                                  |
| 1997   | O Mensageiro                               | Ellen March          |                                                  |
| 1996   | Justice for Annie: A Moment of Truth Movie | Carol Mills          | Telefilme                                        |
| 1994   | Deadly Vows                                | Nancy Weston         | Telefilme                                        |
| 1994   | The Spider and the Fly                     | Helen Stroud         | Telefilme                                        |
| 1992   | Twin Peaks: Fire Walk with Me              | Norma Jennings       |                                                  |
| 1991   | True Identity                              | Rita                 |                                                  |
| 1990   | Fatal Charm                                | Jane Sims            |                                                  |
| 1989   | Kinjite: Forbidden Subjects                | Kathleen Crowe       |                                                  |
| 1988   | Purple People Eater                        | Mom                  |                                                  |
| 1988   | I'm Gonna Git You Sucka                    | ...                  | Não creditada                                    |
| 1988   | War Party                                  | Correspondente de TV |                                                  |
| 1988   | Addicted to His Love                       | Assistente DA        | Telefilme                                        |
| 1979   | The Return of Mod Squad                    | Julie Barnes         | Telefilme                                        |
| 1969   | A Boy... a Girl                            | ...                  |                                                  |
| 1968   | Blue                                       | Laurie Kramer        |                                                  |